# Pasithea
Pasithea (altgriechisch Πασιθέα Pasithéa), auch Pasithee, ist in der griechischen Mythologie eine der Chariten, auch als Grazien bekannt. Diese gelten als  Töchter des Zeus und der Eurynome.

## Beschreibung
Nach Homer hatte Hera sie Hypnos, dem Gott des Schlafes, zur Gattin versprochen, wenn er ihr dabei hilft, Zeus in Schlummer zu versenken (siehe auch Pausanias, Beschreibung Griechenlands 9,35,4). Bei Catull und in der Anthologia Palatina wird Pasithea als Frau des Schlafgottes genannt.
In Nonnos von Panopolis’ Dionysiaka wird eine der Ilias analoge Szene geschildert. Hier wird allerdings Hera als Mutter und Dionysos als Vater der Pasithea benannt. Sie wird dort auch als Dienerin der Aphrodite dargestellt.
Die Namensherkunft der Pasithea ist umstritten. Es gibt daher mehrere Übersetzungsvorschläge. Das Gründliche Mythologische Wörterbuch Hederichs nennt als Übersetzung „die zu allen Laufende“ und soll die Allgemeinheit und das Annehmliche des Schlafes bezeichnen. Daher wird Pasithea manchmal als Göttin der Ruhe und Entspannung angesehen. Da sie als Frau des Schlafgottes galt, kann man dies vermuten.
Bei Friedrich Nork wird sie mit „die von Allen verehrte Göttin“ übersetzt. Eine andere Übersetzung für das Präfix pasis ist „erworben“. Für das Suffix thea werden „Göttin“ oder „Sicht“ bzw. „Aussicht“ angegeben. Daraus ergeben sich weitere etymologische Erklärungsversuche wie „erworbene Göttin“, da Hypnos sie durch Hera in der Ilias erwarb, oder „erworbene Sicht“. 
Eine Pflanze namens Pasithea caerulea ist nach ihr benannt. 
Außerdem ist Pasithea der Name einer der Nereiden sowie einer Najade (Vgl. Praxithea).